# 1889 au théâtre
| Années du théâtre : 1886 - 1887 - 1888 - 1889 - 1890 - 1891 - 1892    |
| Décennies du théâtre : 1850 - 1860 - 1870 - 1880 - 1890 - 1900 - 1910 |

## Pièces de théâtre représentées
- 12 janvier: L'affaire Edouard de Georges Feydeau, au Théâtre des Variétés
- 31 janvier : Ivanov d'Anton Tchekhov, au Théâtre Alexandrini de Saint-Pétersbourg, remanié après l'échec de 1887